# International Bulletin of Missionary Research
L'International Bulletin of Mission Research (o IBMR) è una rivista accademica che si occupa di studi sulla missione e del cristianesimo mondiale, pubblicata dall'Overseas Ministries Study Center (OMSC).